# Đội tuyển bóng đá U-23 quốc gia Brasil
Đội tuyển bóng đá U-23 quốc gia Brasil (còn được gọi là Đội tuyển bóng đá Olympic Brasil) là đội tuyển bóng đá dưới 23 tuổi đại diện cho Brasil tại các giải đấu bóng đá quốc tế bao gồm Thế vận hội Mùa hè và Đại hội Thể thao Liên châu Mỹ. Việc lựa chọn được giới hạn cho các cầu thủ dưới 23 tuổi, ngoại trừ ba cầu thủ quá tuổi. Đội tuyển này được quản lý bởi Liên đoàn bóng đá Brasil (CBF). Trong 6 lần tham dự Thế vận hội Mùa hè, Olympic Brasil đã giành được hai huy chương vàng (2016, 2020), ba huy chương bạc (1984, 1988, 2012) và hai huy chương đồng (1996, 2008).
Giải bóng đá Olympic là giải đấu bóng đá quốc tế cuối cùng do FIFA tổ chức mà Brasil chưa bao giờ thắng cho đến khi họ giành chiến thắng trên sân nhà vào năm 2016. Trước đây họ đã giành được ba huy chương bạc (1984, 1988 và 2012) và hai huy chương đồng (1996, 2008). Đội tuyển Olympic Brasil thường được huấn luyện bởi huấn luyện viên đội tuyển cao cấp phụ trách, như Mário Zagallo năm 1996, Vanderlei Luxemburgo năm 2000, Dunga năm 2008 và Mano Menezes năm 2012.

## Danh hiệu
- Thế vận hội Mùa hè:[1]
  - Vô địch: 2016, 2020
- Đại hội Thể thao Liên châu Mỹ:
  - Vô địch: 1963, 1975, 1979, 1987
- Vòng loại bóng đá nam Thế vận hội khu vực Nam Mỹ:
  - Vô địch: 1968, 1971, 1976, 1984, 1987, 1996, 2000

## Thành tích tại các giải đấu
| Thế vận hội Mùa hè | Thế vận hội Mùa hè                    | Thế vận hội Mùa hè                    | Thế vận hội Mùa hè                    | Thế vận hội Mùa hè                    | Thế vận hội Mùa hè                    | Thế vận hội Mùa hè                    | Thế vận hội Mùa hè                    | Thế vận hội Mùa hè                    |
| Năm                | Thành tích                            | Thứ hạng                              | ST                                    | T                                     | H*                                    | B                                     | BT                                    | BB                                    |
| ------------------ | ------------------------------------- | ------------------------------------- | ------------------------------------- | ------------------------------------- | ------------------------------------- | ------------------------------------- | ------------------------------------- | ------------------------------------- |
| 1900–1988          | Xem Đội tuyển bóng đá quốc gia Brasil | Xem Đội tuyển bóng đá quốc gia Brasil | Xem Đội tuyển bóng đá quốc gia Brasil | Xem Đội tuyển bóng đá quốc gia Brasil | Xem Đội tuyển bóng đá quốc gia Brasil | Xem Đội tuyển bóng đá quốc gia Brasil | Xem Đội tuyển bóng đá quốc gia Brasil | Xem Đội tuyển bóng đá quốc gia Brasil |
| 1992               | Không vượt qua vòng loại              | Không vượt qua vòng loại              | Không vượt qua vòng loại              | Không vượt qua vòng loại              | Không vượt qua vòng loại              | Không vượt qua vòng loại              | Không vượt qua vòng loại              | Không vượt qua vòng loại              |
| 1996               | Huy chương đồng                       | 3rd                                   | 6                                     | 4                                     | 0                                     | 2                                     | 16                                    | 8                                     |
| 2000               | Tứ kết                                | 6th                                   | 4                                     | 2                                     | 0                                     | 2                                     | 6                                     | 6                                     |
| 2004               | Không vượt qua vòng loại              | Không vượt qua vòng loại              | Không vượt qua vòng loại              | Không vượt qua vòng loại              | Không vượt qua vòng loại              | Không vượt qua vòng loại              | Không vượt qua vòng loại              | Không vượt qua vòng loại              |
| 2008               | Huy chương đồng                       | 3rd                                   | 6                                     | 5                                     | 0                                     | 1                                     | 14                                    | 3                                     |
| 2012               | Huy chương bạc                        | 2nd                                   | 6                                     | 5                                     | 0                                     | 1                                     | 16                                    | 7                                     |
| 2016               | Huy chương vàng                       | 1st                                   | 6                                     | 3                                     | 3                                     | 0                                     | 13                                    | 1                                     |
| 2020               | Huy chương vàng                       | 1st                                   | 6                                     | 5                                     | 0                                     | 1                                     | 16                                    | 7                                     |
| 2024               | Không vượt qua vòng loại              | Không vượt qua vòng loại              | Không vượt qua vòng loại              | Không vượt qua vòng loại              | Không vượt qua vòng loại              | Không vượt qua vòng loại              | Không vượt qua vòng loại              | Không vượt qua vòng loại              |
| Tổng cộng          | 6/9 2 huy chương vàng                 | 6/9 2 huy chương vàng                 | 28                                    | 19                                    | 3                                     | 6                                     | 65                                    | 25                                    |

| Đại hội Thể thao Liên châu Mỹ | Đại hội Thể thao Liên châu Mỹ | Đại hội Thể thao Liên châu Mỹ | Đại hội Thể thao Liên châu Mỹ | Đại hội Thể thao Liên châu Mỹ | Đại hội Thể thao Liên châu Mỹ | Đại hội Thể thao Liên châu Mỹ | Đại hội Thể thao Liên châu Mỹ | Đại hội Thể thao Liên châu Mỹ |
| Năm                           | Thành tích                    | Thứ hạng                      | ST                            | T                             | H*                            | B                             | BT                            | BB                            |
| ----------------------------- | ----------------------------- | ----------------------------- | ----------------------------- | ----------------------------- | ----------------------------- | ----------------------------- | ----------------------------- | ----------------------------- |
| 1951                          | Không vượt qua vòng loại      | Không vượt qua vòng loại      | Không vượt qua vòng loại      | Không vượt qua vòng loại      | Không vượt qua vòng loại      | Không vượt qua vòng loại      | Không vượt qua vòng loại      | Không vượt qua vòng loại      |
| 1955                          | Không vượt qua vòng loại      | Không vượt qua vòng loại      | Không vượt qua vòng loại      | Không vượt qua vòng loại      | Không vượt qua vòng loại      | Không vượt qua vòng loại      | Không vượt qua vòng loại      | Không vượt qua vòng loại      |
| 1959                          | Huy chương bạc                | 2nd                           | 6                             | 4                             | 1                             | 1                             | 27                            | 11                            |
| 1963                          | Huy chương vàng               | 1st                           | 4                             | 3                             | 1                             | 0                             | 18                            | 3                             |
| 1967                          | Không vượt qua vòng loại      | Không vượt qua vòng loại      | Không vượt qua vòng loại      | Không vượt qua vòng loại      | Không vượt qua vòng loại      | Không vượt qua vòng loại      | Không vượt qua vòng loại      | Không vượt qua vòng loại      |
| 1971                          | Không vượt qua vòng loại      | Không vượt qua vòng loại      | Không vượt qua vòng loại      | Không vượt qua vòng loại      | Không vượt qua vòng loại      | Không vượt qua vòng loại      | Không vượt qua vòng loại      | Không vượt qua vòng loại      |
| 1975                          | Huy chương vàng               | 1st                           | 7                             | 5                             | 2                             | 0                             | 33                            | 2                             |
| 1979                          | Huy chương vàng               | 1st                           | 5                             | 5                             | 0                             | 0                             | 14                            | 1                             |
| 1983                          | Huy chương đồng               | 3rd                           | 3                             | 2                             | 0                             | 1                             | 3                             | 1                             |
| 1987                          | Huy chương vàng               | 1st                           | 5                             | 4                             | 1                             | 0                             | 10                            | 2                             |
| 1991                          | Không vượt qua vòng loại      | Không vượt qua vòng loại      | Không vượt qua vòng loại      | Không vượt qua vòng loại      | Không vượt qua vòng loại      | Không vượt qua vòng loại      | Không vượt qua vòng loại      | Không vượt qua vòng loại      |
| 1995                          | Tứ kết                        | 5th                           | 4                             | 2                             | 2                             | 0                             | 5                             | 2                             |
| 1999                          | Không vượt qua vòng loại      | Không vượt qua vòng loại      | Không vượt qua vòng loại      | Không vượt qua vòng loại      | Không vượt qua vòng loại      | Không vượt qua vòng loại      | Không vượt qua vòng loại      | Không vượt qua vòng loại      |
| 2003                          | Huy chương bạc                | 2nd                           | 5                             | 4                             | 0                             | 1                             | 12                            | 2                             |
| 2007                          | Vòng 1                        | 5th                           | 3                             | 2                             | 0                             | 1                             | 7                             | 4                             |
| 2011                          | Vòng 1                        | 6th                           | 3                             | 0                             | 2                             | 1                             | 2                             | 4                             |
| 2015                          | Huy chương đồng               | 3rd                           | 5                             | 3                             | 1                             | 1                             | 15                            | 7                             |
| 2019                          | Không vượt qua vòng loại      | Không vượt qua vòng loại      | Không vượt qua vòng loại      | Không vượt qua vòng loại      | Không vượt qua vòng loại      | Không vượt qua vòng loại      | Không vượt qua vòng loại      | Không vượt qua vòng loại      |
| Tổng cộng                     | 11/17 4 huy chương vàng       | 11/17 4 huy chương vàng       | 50                            | 34                            | 10                            | 6                             | 146                           | 39                            |